# Провен
Прове́н (Provins) — старинный город в Шампани, ныне в департаменте Сена и Марна, Иль-де-Франс, Франция. Один из лучших в Европе образцов средневекового купеческого города, памятник Всемирного наследия ЮНЕСКО. Население — 11 667 жителей (1999 год).

## История
Старый город на холме, до сих пор окружённый средневековыми стенами, был в XIII веке местом проведения ежегодной ярмарки, возможно, самой крупной не только в Шампани, но и во всей Франции. Население города было в то время раз в семь-восемь больше, чем в наши дни. Здесь выделывали шерсть и выращивали алые розы, вывезенные крестоносцами из Святой земли. Эдмунд Горбун, будучи сюзереном этого города, принял алую розу как герб рода Ланкастеров. В конце XIII века у Провена испортились отношения с графами Шампанскими, он лишился своих торговых привилегий, а вместе с ними и экономического значения.

## Достопримечательности
Верхний город Провена во многом сохранил свой средневековый облик. Помимо части городской стены, из памятников средневековья в Провене сохранились недостроенная церковь св. Кирьяка с куполом XVII в.; «десятинный склад» XII века, в котором выставлены средневековые статуи; и построенная на месте римского укрепления в XII веке «Цезарева башня», дом святого Теобальда (XIII в.), дом с тремя щипцами (XV в.). Центром Верхнего города является Замковая площадь (Пляс-дю-Шатель).
Нижний город, основанный в IX веке спасавшимися от викингов монахами, не столь богат на памятники Средневековья. В основном сохранились религиозные постройки: Церковь Святого Аюла (XI век), Церковь Святого Креста (XII век) и колокольная башня Нотр-Дам-дю-Валь (XVI век, церковь, как и весь монастырь, были разрушены в период Революции). Многие жилые постройки Нижнего города были либо снесены, либо перестроены в поздние эпохи и сохранились лишь частично (как Старые бани XII—XIV веков). В Нижнем городе находится Постоялый двор Золотого креста — самая старая гостиница во Франции (XIII век).
Разветвлённая сеть подземных галерей охватывает как Верхний, так и Нижний город. В отличие от Верхнего города, в Нижнем городе галереи имеют выходы на улицы. Большинство старинных домов Провена имеют свои подземные залы — из насчитывается более 100 в Верхнем городе и не менее дюжины в Нижнем.
Также в Нижнем городе на 3 гектарах раскинулся ботанический сад — Розарий.

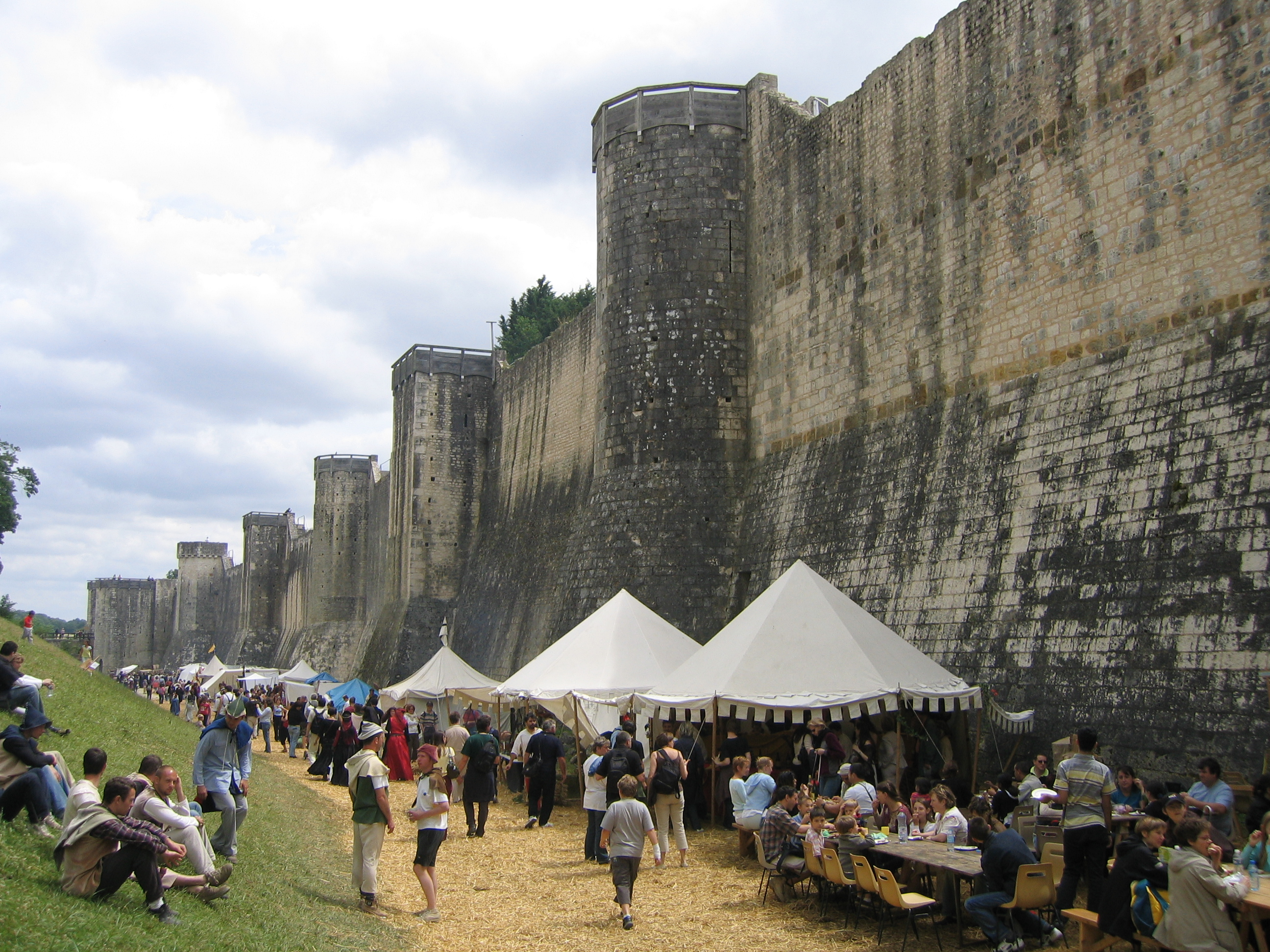
Средневековые стены
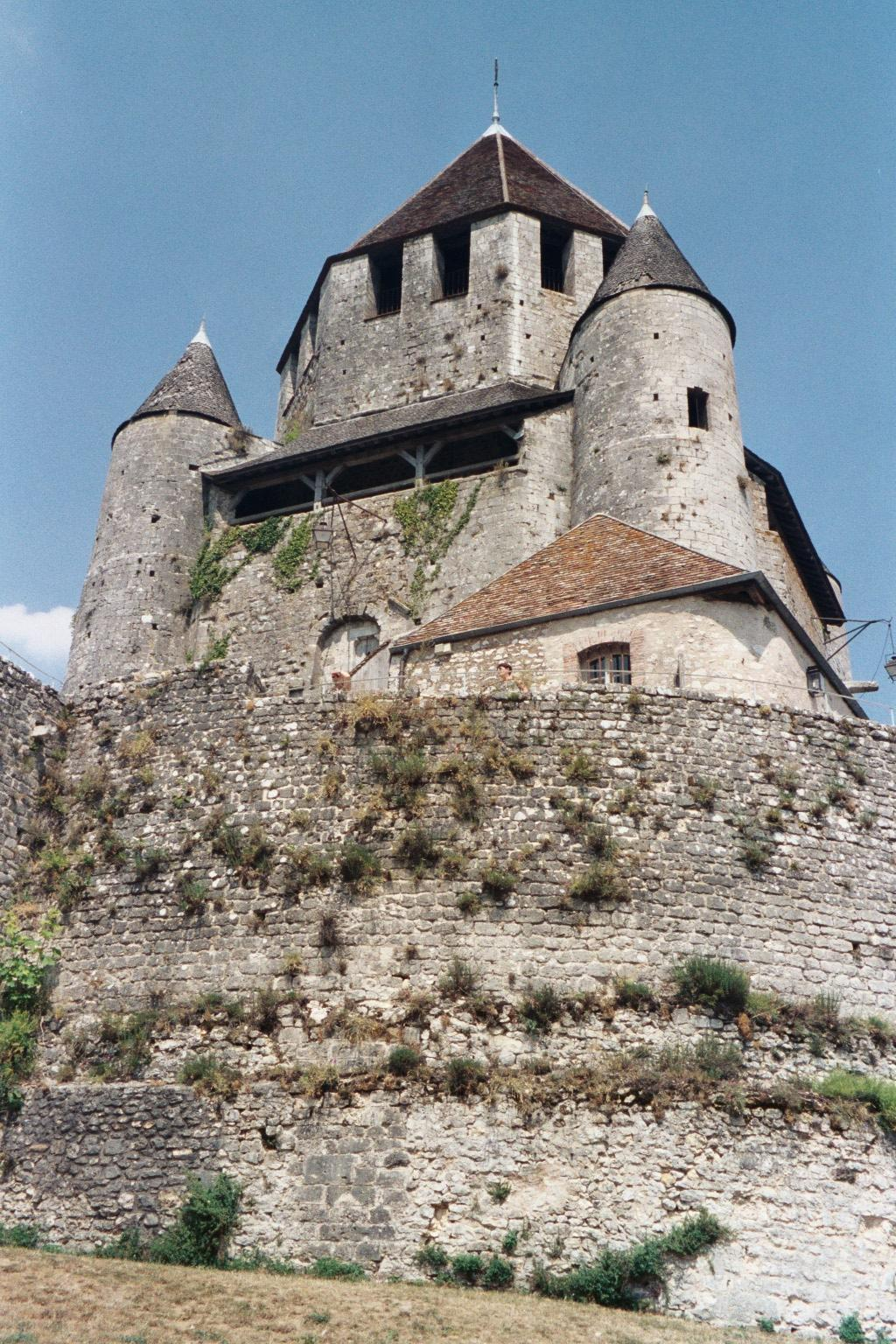
Башня Цезаря
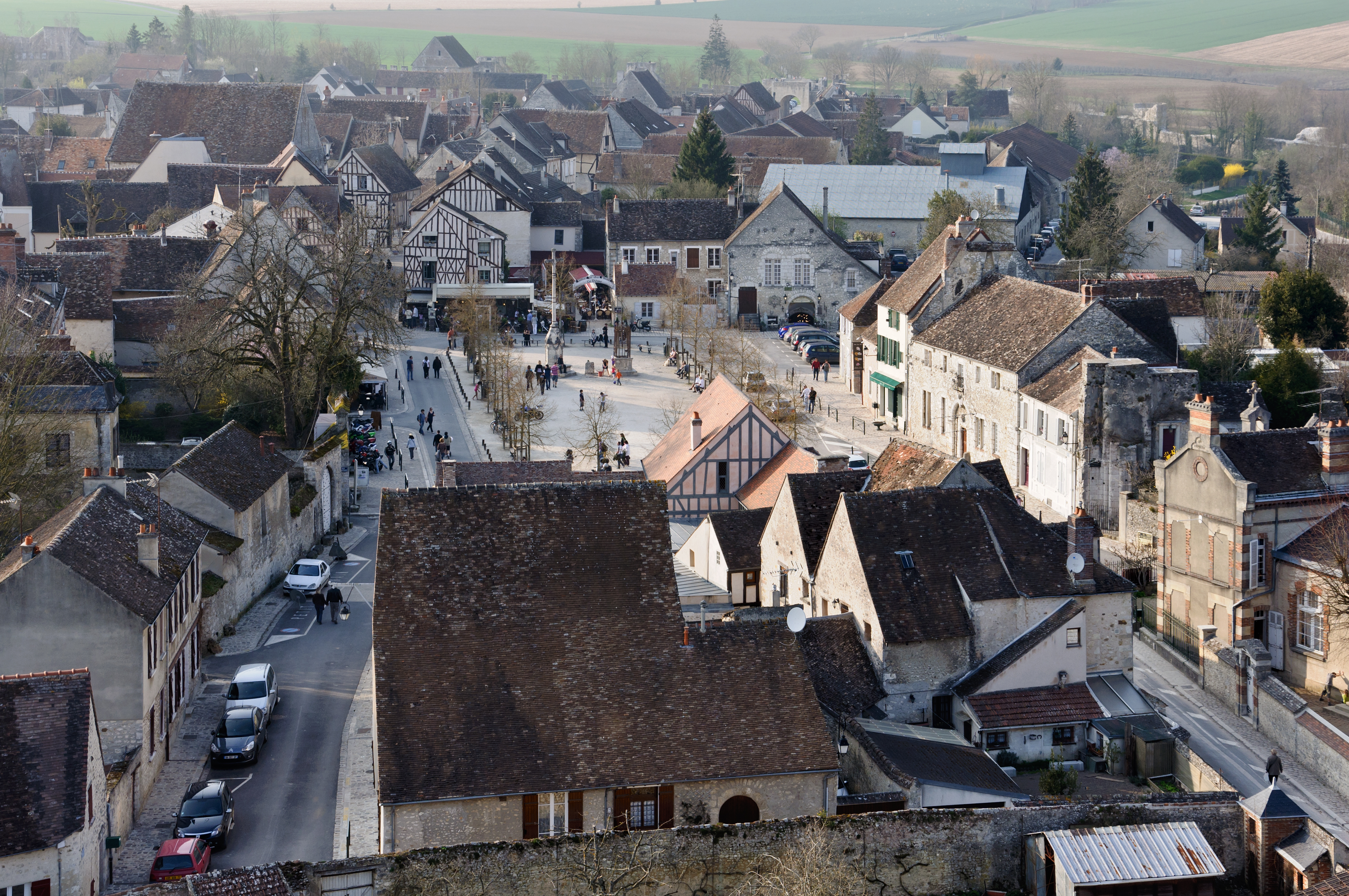
Вид на Замковую площадь

В городе находится фамильный склеп семьи Брокаров, где покоится Генрих Анри Брокар, основатель московской парфюмерной фабрики «Брокар и Ко» (после национализации — «Новая заря»).

## Города-побратимы
- Пинъяо, Китай
- Бендорф, Германия